# Acanthocyclops eduardoi
Acanthocyclops eduardoi – gatunek widłonoga z rodziny Cyclopidae, nazwa naukowa gatunku została po raz pierwszy opublikowana w 2013 roku przez hydrobiologów Nancy F. Mercado-Salas i Carlosa Álvarez-Silva.